# Brachyotum benthamianum
Brachyotum benthamianum är en tvåhjärtbladig växtart som beskrevs av José Jéronimo Triana. Brachyotum benthamianum ingår i släktet Brachyotum och familjen Melastomataceae. IUCN kategoriserar arten globalt som sårbar.
Artens utbredningsområde är Ecuador. Inga underarter finns listade i Catalogue of Life.